# Commandant of the Coast Guard

Dienstflagge des Commandant of the Coast Guard

Der Commandant of the Coast Guard (zu dt.: „Kommandant der Küstenwache“) ist das ranghöchste Mitglied der US Coast Guard und (heute) deren einziger (4-Sterne)-Admiral. Seine Berufung auf eine vierjährige Amtszeit hin muss vom Senat der Vereinigten Staaten legitimiert werden, die Ernennung erfolgt durch den Präsidenten der Vereinigten Staaten. Das Amt existiert seit dem 24. Dezember 1889. Amtsinhaber ist seit dem 21. Januar 2025 Admiral Kevin Lunday.

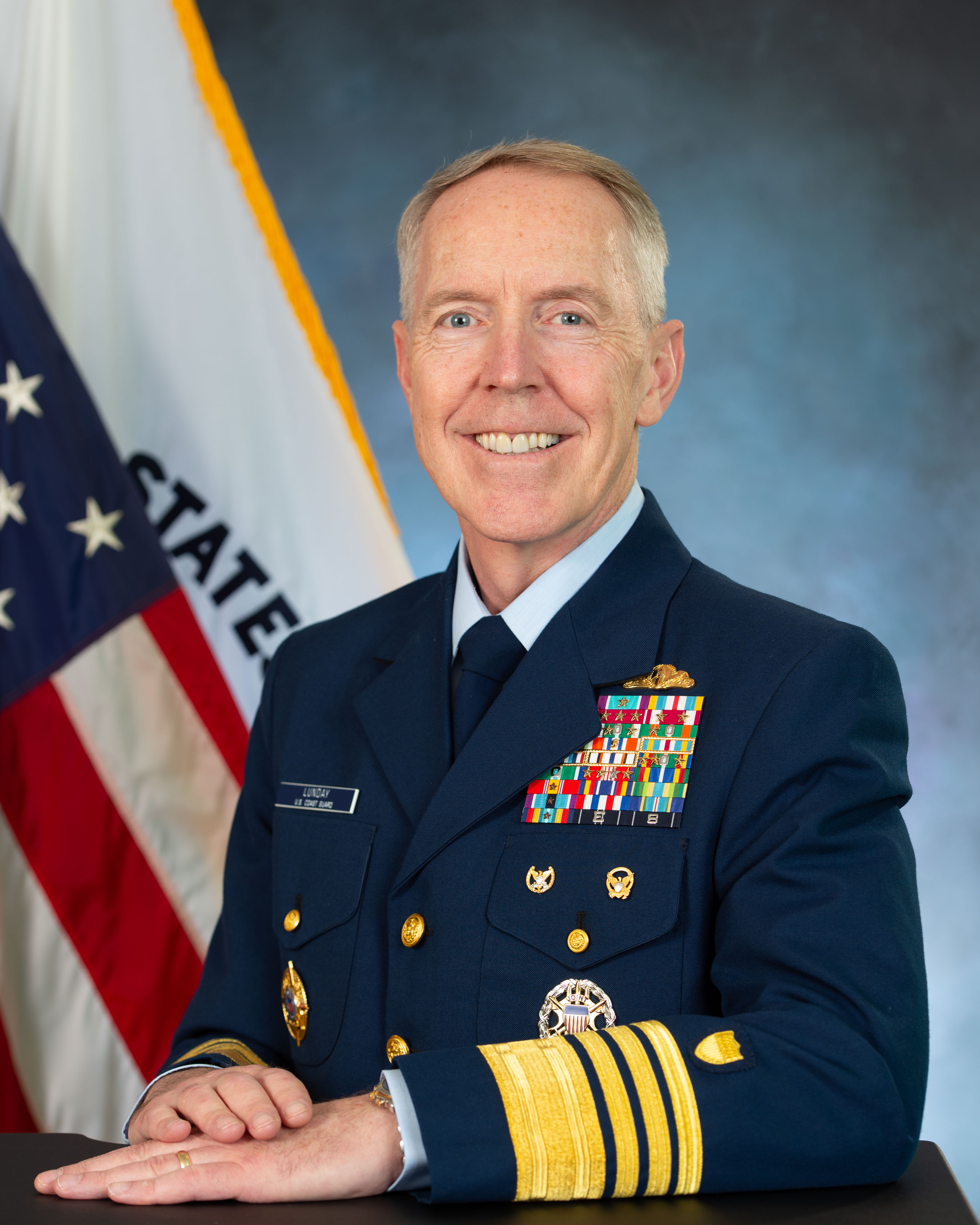
Kevin Lunday, aktueller Kommandant der US-amerikanischen Küstenwache

Bei der Kompetenzgebung Commandant of the Coast Guard kommt der Sonderstatus der US-Küstenwache zum Tragen, die weder eine rein militärische noch eine rein zivile Behörde ist, und deren Einsatzprioritäten von herrschendem Krieg oder Frieden abhängen. So kommt es, dass der Commandant of the Coast Guard als einziger kommandierender Offizier einer Teilstreitkraft nicht Mitglied der Joint Chiefs of Staff (JCS) ist. Er nimmt jedoch gelegentlich bzw. wenn nötig, auf Einladung an den Sitzungen des JCS teil.
Intern wird der Commandant of the Coast Guard mit „CG-00“, der Vice Commandant mit „CG-09“ bezeichnet.

## Bisherige Amtsinhaber
| Nr. | Bild | Name                  | Rang               | Start der Berufung | Ende der Berufung |
| --- | ---- | --------------------- | ------------------ | ------------------ | ----------------- |
| 1   |      | Leonard G. Shepard    | Kapitän            | 14. Dezember 1889  | 14. März 1895     |
| 2   |      | Charles F. Shoemaker  | Kapitän            | 19. März 1895      | 27. März 1905     |
| 3   |      | Worth G. Ross         | Kapitän-Kommandant | 25. April 1905     | 30. April 1911    |
| 4   |      | Ellsworth P. Bertholf | Kommodore          | 19. Juni 1911      | 30. Juni 1919     |
| 5   |      | William E. Reynolds   | Konteradmiral      | 2. Oktober 1919    | 11. Januar 1924   |
| 6   |      | Frederick C. Billard  | Konteradmiral      | 11. Januar 1924    | 17. Mai 1932      |
| 7   |      | Harry G. Hamlet       | Konteradmiral      | 14. Juni 1932      | 1. Januar 1936    |
| 8   |      | Russell R. Waesche    | Admiral            | 1. Januar 1936     | 1. Januar 1946    |
| 9   |      | Joseph F. Farley      | Admiral            | 1. Januar 1946     | 1. Januar 1950    |
| 10  |      | Merlin O’Neill        | Vize Admiral       | 1. Januar 1950     | 1. Juni 1954      |
| 11  |      | Alfred C. Richmond    | Admiral            | 1. Juni 1954       | 1. Juni 1962      |
| 12  |      | Edwin J. Roland       | Admiral            | 1. Juni 1962       | 1. Juni 1966      |
| 13  |      | Willard J. Smith      | Admiral            | 1. Juni 1966       | 1. Juni 1970      |
| 14  |      | Chester R. Bender     | Admiral            | 1. Juni 1970       | 1. Juni 1974      |
| 15  |      | Owen W. Siler         | Admiral            | 1. Juni 1974       | 1. Juni 1978      |
| 16  |      | John B. Hayes         | Admiral            | 1. Juni 1978       | 28. Mai 1982      |
| 17  |      | James S. Gracey       | Admiral            | 28. Mai 1982       | 30. Mai 1986      |
| 18  |      | Paul A. Yost Jr.      | Admiral            | 30. Mai 1986       | 31. Mai 1990      |
| 19  |      | J. William Kime       | Admiral            | 31. Mai 1990       | 1. Juni 1994      |
| 20  |      | Robert E. Kramek      | Admiral            | 1. Juni 1994       | 30. Mai 1998      |
| 21  |      | James Loy             | Admiral            | 30. Mai 1998       | 30. Mai 2002      |
| 22  |      | Thomas H. Collins     | Admiral            | 30. Mai 2002       | 25. Mai 2006      |
| 23  |      | Thad W. Allen         | Admiral            | 25. Mai 2006       | 25. Mai 2010      |
| 24  |      | Robert J. Papp Jr.    | Admiral            | 25. Mai 2010       | 30. Mai 2014      |
| 25  |      | Paul F. Zukunft       | Admiral            | 30. Mai 2014       | 1. Juni 2018      |
| 26  |      | Karl L. Schultz       | Admiral            | 1. Juni 2018       | 1. Juni 2022      |
| 27  |      | Linda L. Fagan        | Admiral            | 1. Juni 2022       | 21. Januar 2025   |
| 28  |      | Kevin Lunday          | Admiral            | 21. Januar 2025    |                   |